# Herbert Herden
Herbert Herden (* 8. Januar 1915 in Aylsdorf; † 11. Februar 2009 in Flossenbürg) war ein deutscher Polizist.
Herden arbeitete während des Zweiten Weltkriegs in Krakau im Nachrichtendienst der Polizei. In dieser Tätigkeit knüpfte er Kontakte zu Widerstandsgruppen. Seine Stellung nutzte er, um jüdischen Familien zur Flucht vor der Verfolgung durch die Nationalsozialisten zu verhelfen. Einige Flüchtlinge versteckte er zeitweilig in seiner eigenen Wohnung.
1944 wurde Herden denunziert und in das KZ Dachau gebracht. Als Herden in den letzten Kriegsmonaten an die Front überstellt werden sollte, gelang ihm die Flucht und er tauchte bis zum Zusammenbruch des nationalsozialistischen Deutschlands unter. 1949 zog er mit seiner Ehefrau Inge von Schlesien in das oberpfälzische Flossenbürg.
Durch einen ehemaligen Häftling des KZ Flossenbürg erfuhr die Kommission der Holocaust-Gedenkstätte Yad Vashem von den humanitären Verdiensten Herdens. Sie verlieh ihm daraufhin den Ehrentitel Gerechter unter den Völkern, mit dem nicht-jüdische Personen für ihr außergewöhnliches Engagement für verfolgte Juden geehrt werden. Ein Vertreter der israelischen Botschaft in Berlin überreichte Herden am 4. November 2004 im Rathaus von Flossenbürg Medaille und Urkunde.
Als Beweggrund für sein Handeln gab Herden seine tief im Glauben verwurzelten Werte an: „Ich handelte als Christ. Es war für mich eine aus dem Glauben resultierende Verpflichtung, Menschen zu helfen.“